# Brou Kouakou
Brou Kouakou, född 1948, är en friidrottare från Elfenbenskusten. Han deltog vid olympiska sommarspelen 1976.